# Alfonsina Pieri
Alfonsina Pieri fue una actriz teatral y cinematográfica italiana, activa en la época del cine mudo.

## Biografía
Nacida en Milán, Italia, fue actriz teatral en los primeros años del siglo XX, participando en diversos espectáculos, entre los cuales se encontraba la tragedia de Gabriele d'Annunzio La nave, representada en 1908 con un gran éxito.
Posteriormente actuó en varios filmes mudos, y fue primera actriz en la compañía teatral de su marido, Amedeo Chiantoni. 
Desde los primeros años de la década de 1930 trabajó en la radio para la Ente Italiano per le Audizioni Radiofoniche (EIAR) y para la RAI formando parte de la Compagnia di Radio Roma.
En la década de 1950 formó parte de la Compagnia del Teatro delle Muse de Roma, dirigida por Carlo Tamberlani, televisándose algunas de sus representaciones, siempre bajo la dirección de Tamberlani.
Alfonsina Pieri falleció en Roma, Italia.

## Teatro radiofónico en la RAI
- Pietra fra pietre (1951), de Hermann Sudermann, dirección de Alberto Casella, con Angelo Calabrese y Giovanna Galletti.

## Televisión en la RAI
- Storia di un uomo stanco (1955), dirección de Carlo Tambelani y Piero Turchetti, con Roberto Villa y Elena Altieri.

## Filmografía
- La rinunzia, 1913
- L'intrusa, 1913
- Debito di sangue, 1915
- Il ciclone, 1916
- Lea, 1916
- Mister WU, 1920